# Hans Nilssøn Strelow
Hans Nilssøn Strelow (alternativ stavning Hans Nielssön Strelow),  född 1587 i Visby, död 1656, var en superintendent och krönikeförfattare.

## Biografi
Strelow blev 1607 pastor i Valls och Hogräns församlingar på Gotland, 1628 prost i Nordertredingens kontrakt och 1630 prost i Medeltredingens kontrakt. Vid Gotlands avträdande till Sverige 1645 hade han en tid förvaltat superintendentsämbetet och blev då utnämnd till svensk superintendent.

## Den guthilandiske cronica
Mest bekant är Strelow genom sin 1633 tryckta Den guthilandiske cronica (Cronica guthilandorum), som är den äldsta bearbetningen av Gotlands historia. Arbetet, som till största delen är en fantastisk dikt över gutarnas äldre historia och deras beröring med forntidens greker, innehåller dock även skildringar, som torde vara byggda på tillförlitliga källor.